# 古德兰
古德兰（法語：Goudelin，法語發音：[ɡudlɛ̃] ⓘ）是法国阿摩尔滨海省的一个市镇，位于该省中部偏西北，属于甘冈区。

## 地理
古德兰（48°36'11"N, 3°1'2"W）面积22.98 平方千米，位于法国布列塔尼大區阿摩尔滨海省，该省份为法国西北部沿海省份，位于布列塔尼半岛北部，北濒大西洋英吉利海峡，西接菲尼斯泰尔省，南至莫尔比昂省，东临伊勒-维莱讷省。
与古德兰接壤的市镇（或旧市镇、城区）包括：布兰戈洛、戈默内克、拉讷贝尔、朗沃隆、勒梅泽尔、波姆里特勒维孔特、特雷西尼欧。

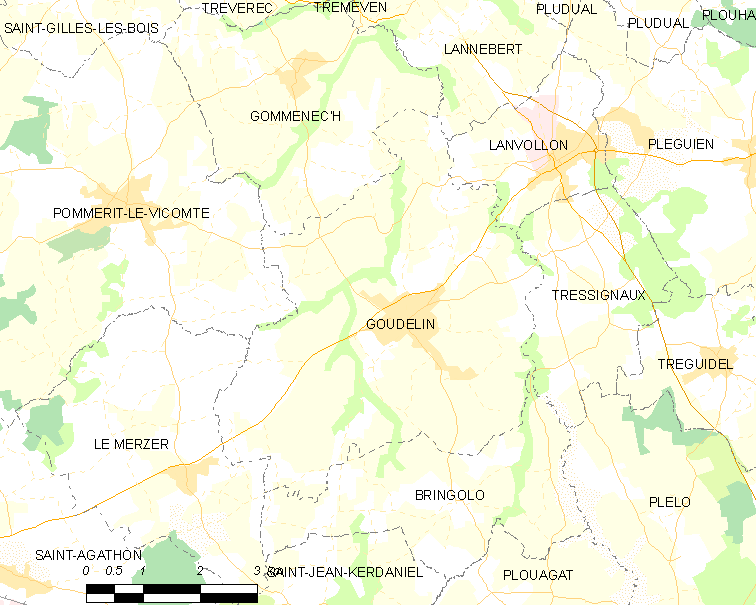
古德兰的OSM定位图

古德兰的时区为UTC+01:00、UTC+02:00（夏令时）。

## 行政
古德兰的邮政编码为22290，INSEE市镇编码为22065。

## 政治
古德兰所属的省级选区为甘冈县。

## 人口

1962-2008年间古德兰人口变化图示

古德兰于2022年1月1日时的人口数量为1716人。